# Mamlúk
A mamlúk (elavult átírásban: mameluk) arab eredetű szó, jelentése rabszolga. Eredendően török, azon belül leginkább kipcsak és oguz rabszolgák voltak, akiket testőrségként, majd elithadseregként alkalmaztak elsősorban a középkori Egyiptomban. A nagyszámú rabszolga harcos jó ideig nem olvadt be az arab etnikumba, irodalmi szinten például helyi török műveltség alakult ki, ezt nevezzük mamlúk-kipcsak irodalomnak.

## Jelentései

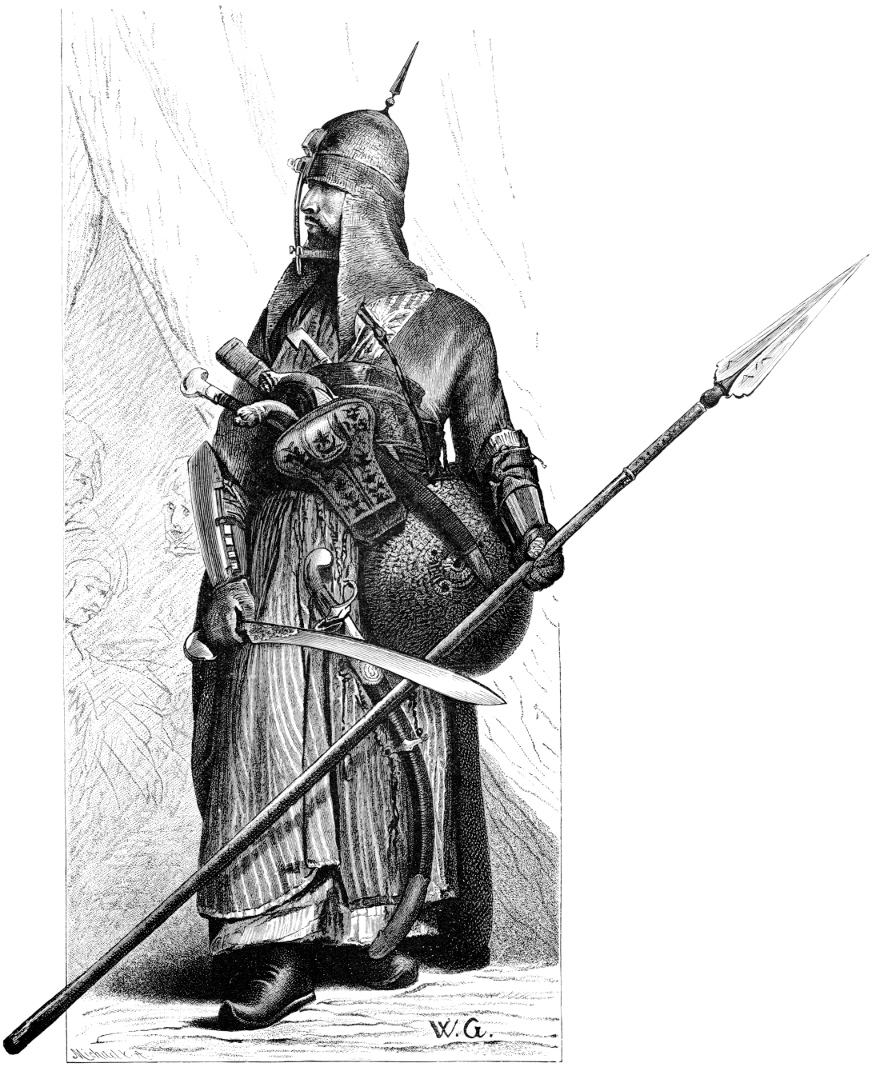
Egyiptomi mameluk harcos teljes fegyverzetben

- Egyes muszlim uralkodók rendkívül jól képzett, lojális rabszolgatestőrei.[2]
- Keleti fejedelem, testőrség.[3]
- Egyiptomi uralkodóréteg (1250-1805).[4]
- Napóleon egyiptomi testőrségének tagja.[4]
- A Tisza Kálmán-kormányzat feltétlen híve és kiszolgálója (mameluk formában).[4]
- A kormány elvtelen, vakon engedelmeskedő híve. A politikai életben Magyarországon főleg a kiegyezés utáni időkben volt divatos. A politikai sajtóban: tagja a szabadelvű pártnak (mameluk formában)[5] A kifejezés Magyarországon a 2010-es években újra elterjedt, már pártállástól függetlenül alkalmazzák mint az elvtelen, szolgálatkész és önálló gondolatok nélküli pártkatona szinonimáját (mameluk formában).
- Valamilyen intézményt zokszó és kérdések nélkül kiszolgáló személy.[6]

## Történetük
Már I. al-Mutaszim kalifa (833–842) 70 ezer emberből álló mameluk sereggel rendelkezett, mely hadseregének java volt. A 13. században Nedsem Eddig (Ejub) egyiptomi szultán a mongoloktól 12 000, Turánból s a Kaukázusból származott hadifoglyot vásárolt, akik harcias tulajdonságaik miatt hírnévnek örvendettek s kikből a mamelukok félelmetes csapatát alkotta.

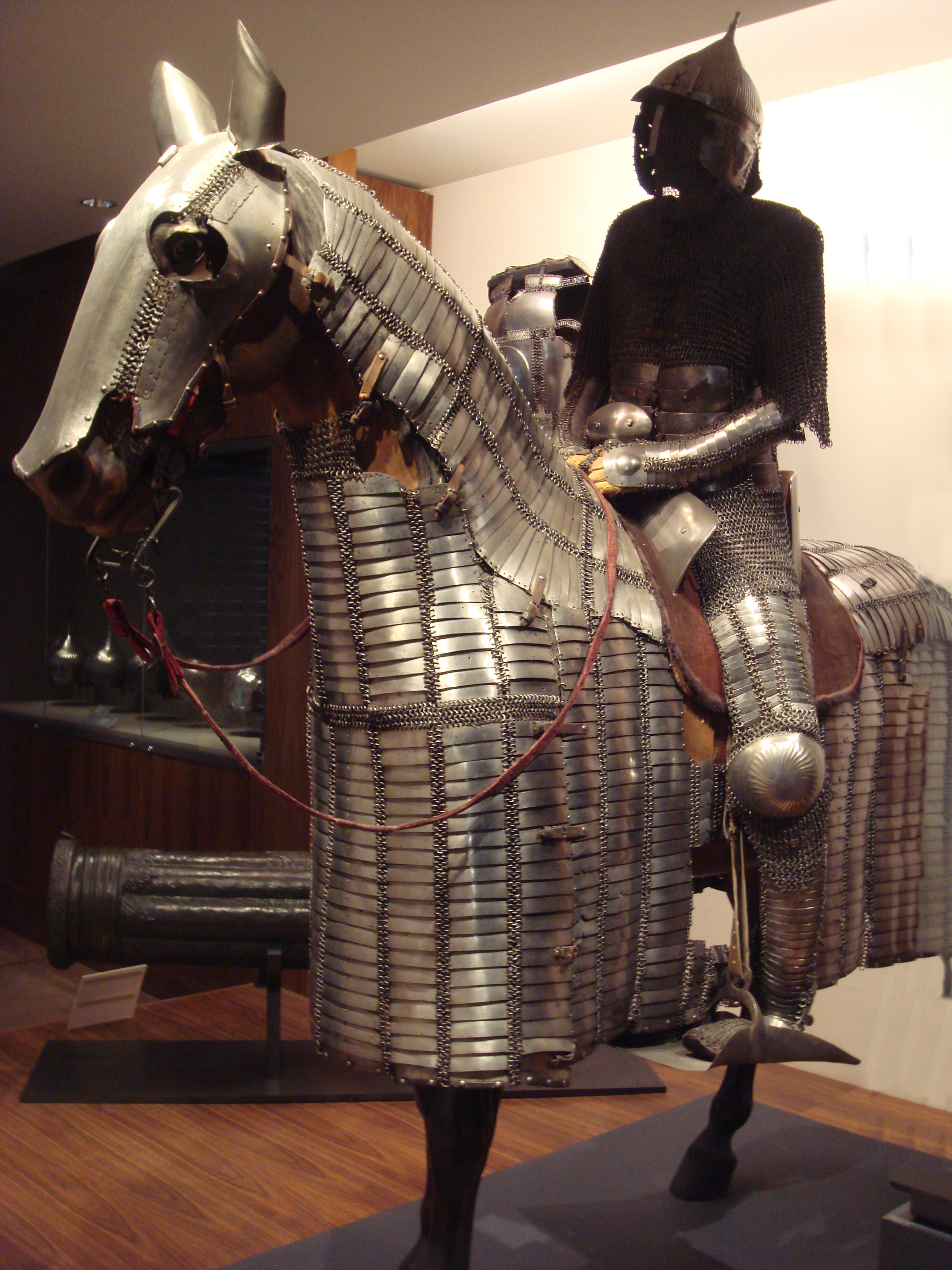
Mameluk páncél 1550 környékéről

De amily rettentő volt e csapat az ellenségre nézve, nem kevésbé félelmetessé lőn gyakran tulajdon urainak, a szultánoknak nyugtalan s fékezetlen, zendülésre hajlandó tulajdonságai következtében. Amikor III. Moadham Turán sah 1250-ben IX. Lajos francia királlyal és keresztes vitézeivel egyezséget kötött anélkül, hogy elébb a mamelukok tanácsát meghallgatta volna, az utóbbiak megölték s helyébe soraikból Moosz Ibegh (Eibek) emírt választották szultánnak, ki a mamelukok uralmát Egyiptomban megalapította. A Baharidák dinasztiáját 1382-ben a Bordsitáké követte. Mikor I. Szelim oszmán szultán 1517-ben Egyiptomot elfoglalta, az új tartomány kormányzásával egy török pasát bízott ugyan meg, de amellett kénytelen volt egy 24 mameluk főnökből álló helytartóságot megtűrni, kik azután rövid idő alatt a hatalmat magukhoz ragadták. A 18. század közepe óta a mamelukok nagy számuknál és mérhetetlen gazdaságuknál fogva oly nagy befolyást gyakoroltak az ország közügyeire, hogy a szultán által kinevezett pasák egészen hatalmuk alatt állottak. Minden magasabb vagy jövedelmezőbb hivatalt a mamelukok viseltek s a törökök teljesen háttérbe szorultak. Ali bej alatt (1763–1773) a mamelukok korlátlan urai voltak Egyiptomnak. A mamelukok száma Egyiptomban akkoriban mintegy 10-12 ezerre ment; számukat növelték azok a jövevények, kiket a Kaukázusból hívtak meg időről időre, hogy megritkult soraikat kiegészítsék. I. Napóleon egyiptomi hadjárata végzetessé vált rájuk nézve. Az 1798–99. évi hadjárat végkép megtörte erejüket; miután leghíresebb vezéreik: Ibrahim és Murad bej alatt ismételve megverettek, az 1798. július 21-én a piramisok szomszédságában vívott, emlékezetes ütközet után letették a fegyvert. Napóleon egy szakasz mamelukot a szolgálatába fogadott és magával vitt Franciaországba, hol a császárság megalapításától egész annak bukásáig a császári testőrség egyik festői csapatját alkották. A francia uralom végével a mamelukok Egyiptomban vissza akarták állítani régi befolyásukat, de a török helytartó és későbbi alkirály, Mehemed Ali pasa eréllyel állotta útjukat s meghódolásra kényszerítette a nyugtalan elemet. Hogy pedig a veszélyes zendülőktől végképp megszabaduljon, nagy vendégségre hívta össze a mamlúk törzsfőket, akik közül 470-et hűtlenül lemészároltatott (1811. március 1-jén). Ettől fogva a mamelukok hatalma és befolyásuk végképp eltűnt.

## Mameluk íjász vizsga

Mameluk lovas íjász

1. feladat:  69 méterre (60 íj távolságra) elhelyezett, 1 méter átmérőjű célt kellett eltalálni, minden vesszővel.
2. feladat:  Szintén 69 méterre 3 vesszőt kellett kilőni, mégpedig úgy, hogy amikor az első éppen becsapódott, a másodiknak már a levegőben kellett lennie, míg a harmadik éppen elhagyta az ideget.
3. feladat: A fent említett táv felénél volt két oszlop, rajtuk 2,5 méteren egy kötél, ami alatt kellett elhaladnia a vesszőnek, ehhez a feladathoz az íjásznak kiváló erőnlétben kellett lennie, hogy a megfelelő erősségű íjat képes legyen használni.
A mameluk vizsgákat később más népek is átvették. A szolakoknak az Oszmán Birodalom szultáni testőrségének is ezeknek a követelményeknek kellett megfelelni.

## Mameluk eredetű Korán kézirat
Az Egyiptomi Nemzeti Könyvtár őriz egy 140 darabból álló, rendkívüli fontosságú, egyedi, mameluk eredetű Korán-kéziratgyűjteményt, mely a kolofonadatok és a különféle ajánló sorok alapján a Mameluk Szultánság idejéhez (Kr. u. 1250–1517) köthető. Ebben az időben Kairó volt az iszlám világ kulturális, szellemi és vallási központja. 
A katonai és a polgári elit támogatásával a mameluk szultánok mecseteket, madraszákat, síremlékeket, szentélyeket, szúfi  épületeket, kórházakat építtettek. Ezek gyakran egy komplex épületcsoportban voltak, melyben könyvtár is helyet kapott. Mivel a mamelukok az iszlám könyvművészet nagy mecénásai voltak, ezen intézményeknek, tanulmányozási és oktatási céllal, Korán- és más kéziratokat adományoztak, mely iratok nagy része Kairóban készült, valamint a magánkönyvtáraik gyűjteményeit is folyamatosan gyarapították. 
A fennmaradt kéziratok datálását jelentősen megkönnyítik, a bennük található információk, az eredetükről, a pártfogók személyéről. Gyakran még a kalligráfus vagy az illuminátor nevét is tartalmazzák, vagy az irat keletkezési idejét, a könyvtár, esetleg a tulajdonosok pecsétjét.
Az Egyiptomi Nemzeti Könyvtár mameluk eredetű Korán-kézirat gyűjteménye a világon a legnagyobb ilyen jellegű dokumentum-együttes. Ezek a fajta kéziratok rendkívül ritkák, egyedi kézimunkával készített, pótolhatatlan remekművek. Méretük, díszítettségük, gazdagságuk tekintetében kiválóan tükrözik az iszlám kalligráfia, könyvfestés és könyvkötés fejlődését, nemcsak a mameluk Egyiptomban, hanem az egész iszlám világban, ezért nélkülözhetetlen jelentőséggel bírnak a tudomány számára.
Az értékes dokumentumörökséget a kairói székhelyű Thesaurus Islamicus Alapítvány az UNESCO felé 2012-ben terjesztette fel, majd 2013-ban vették fel a Világemlékezet Listára.

## Képgaléria

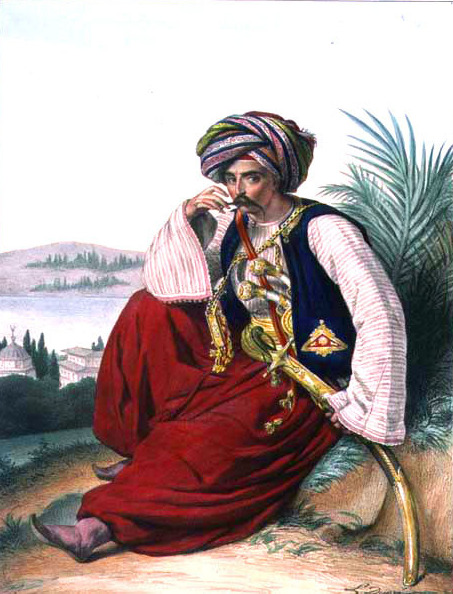
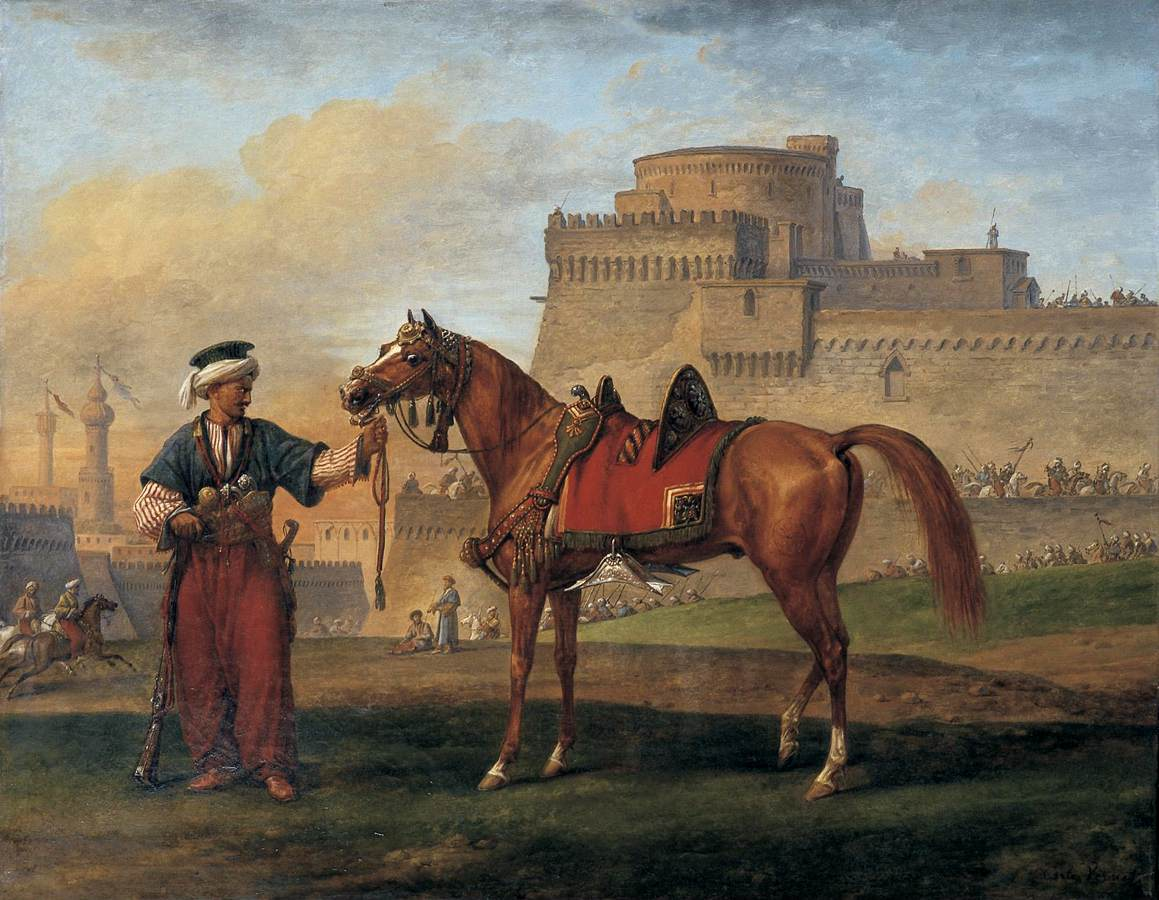
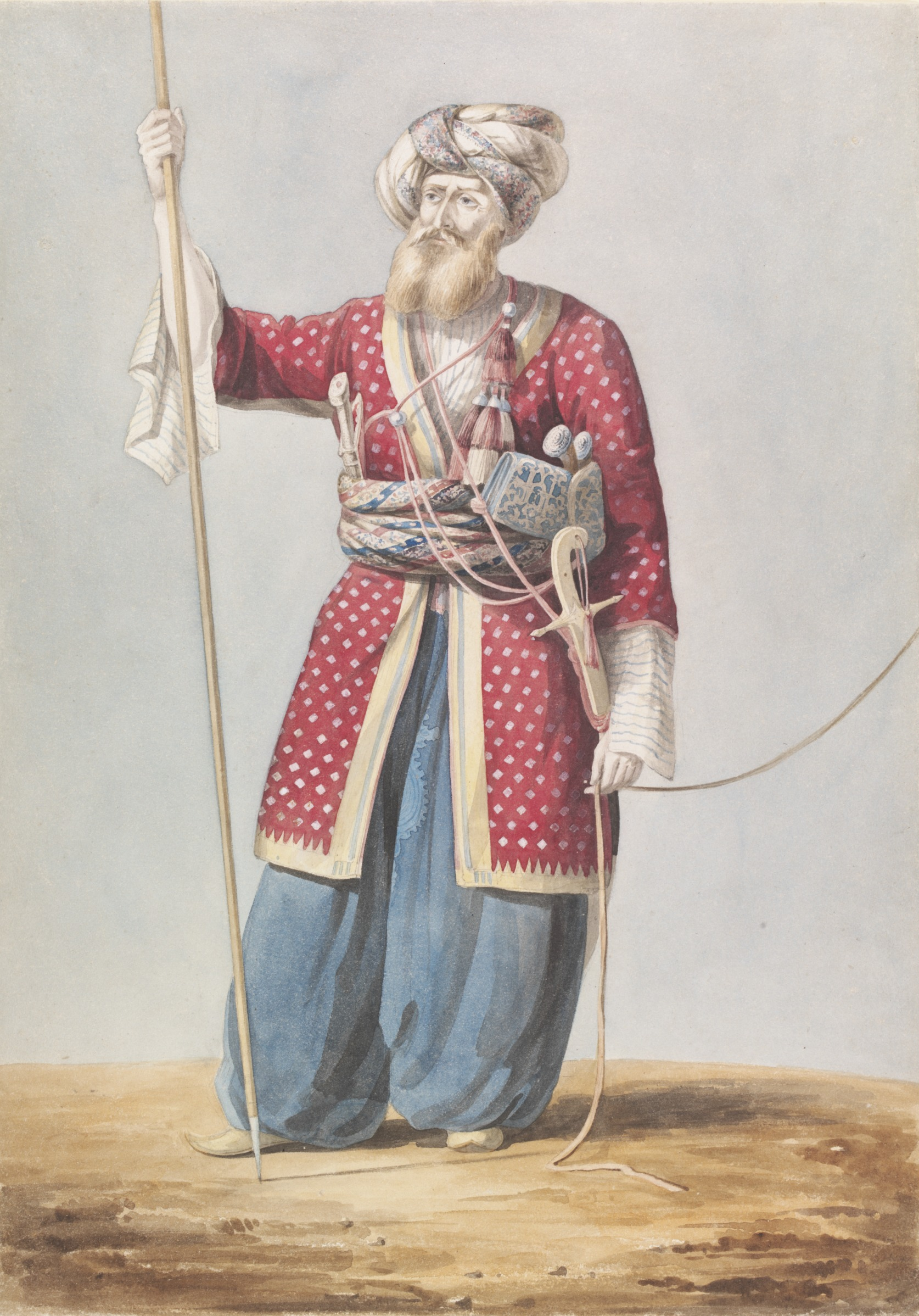
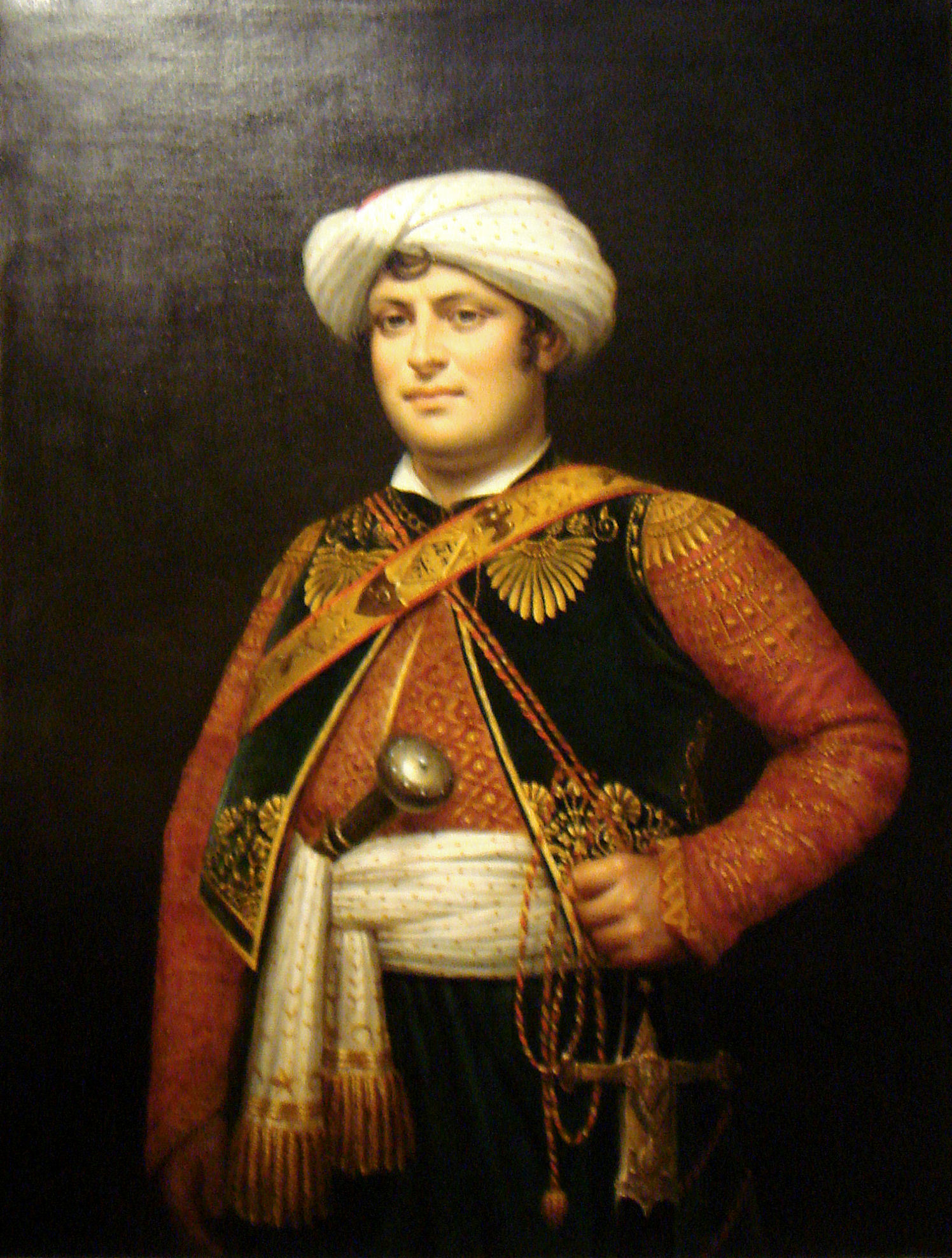
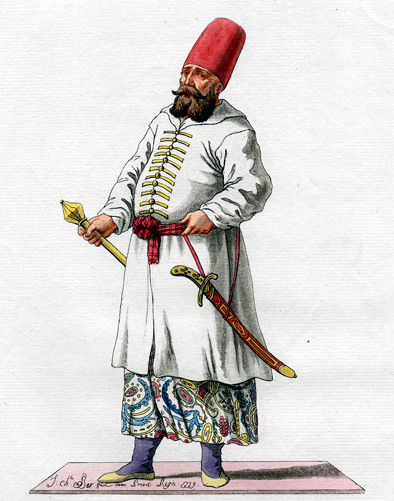
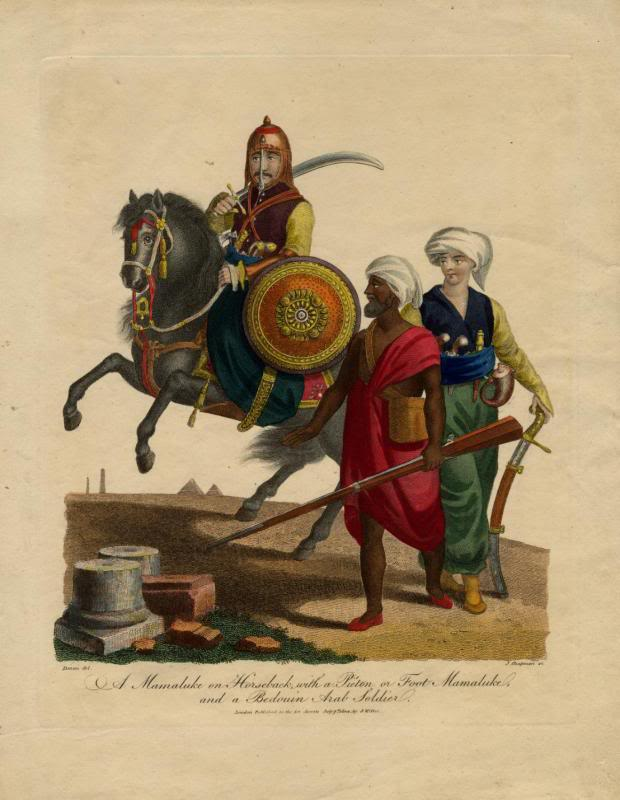

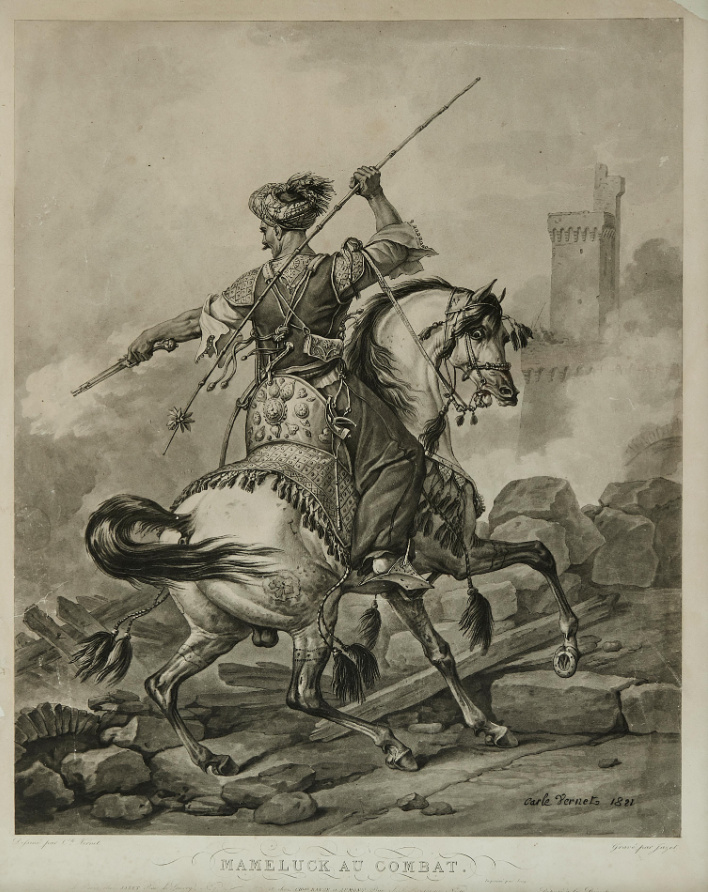
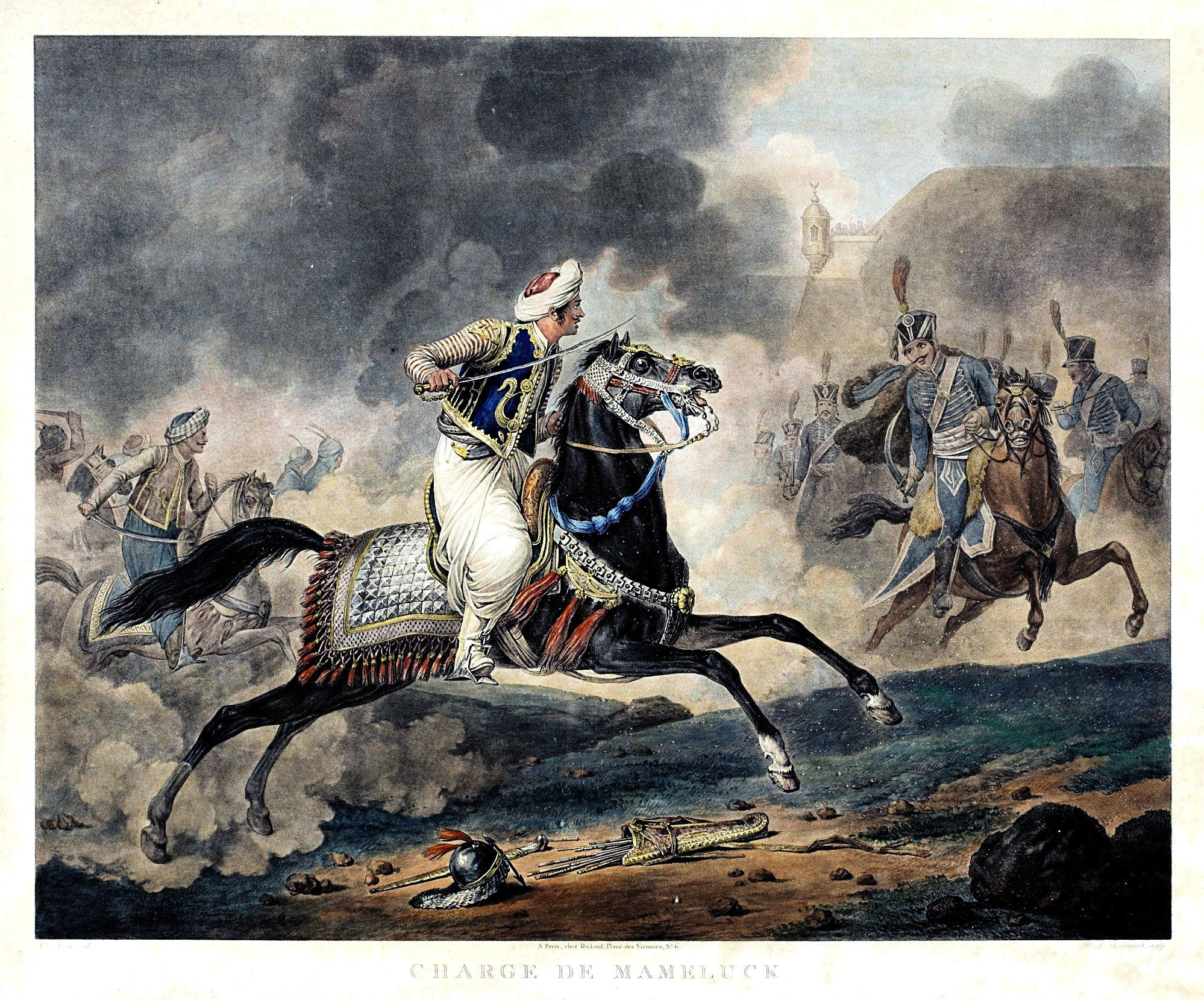
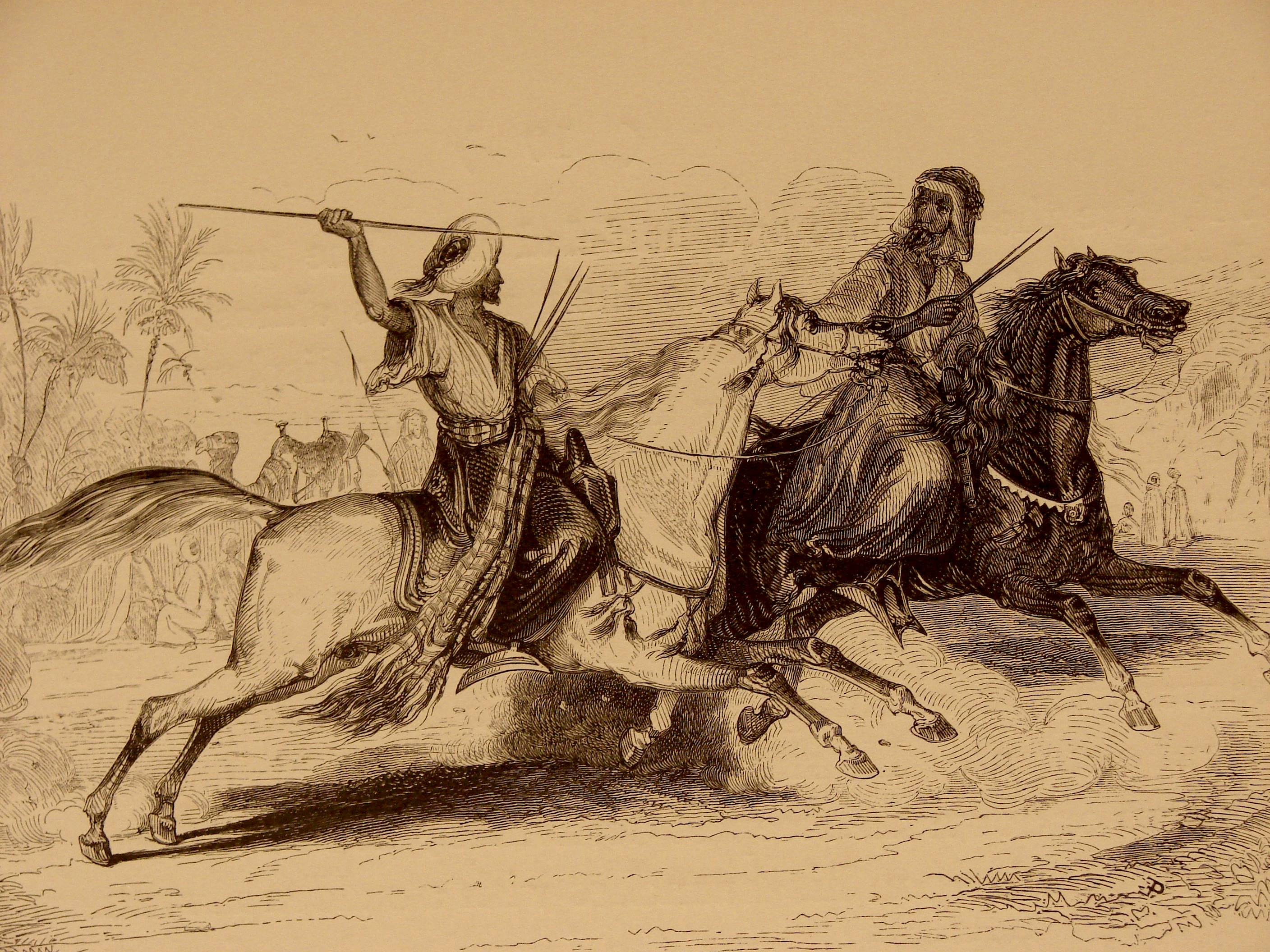
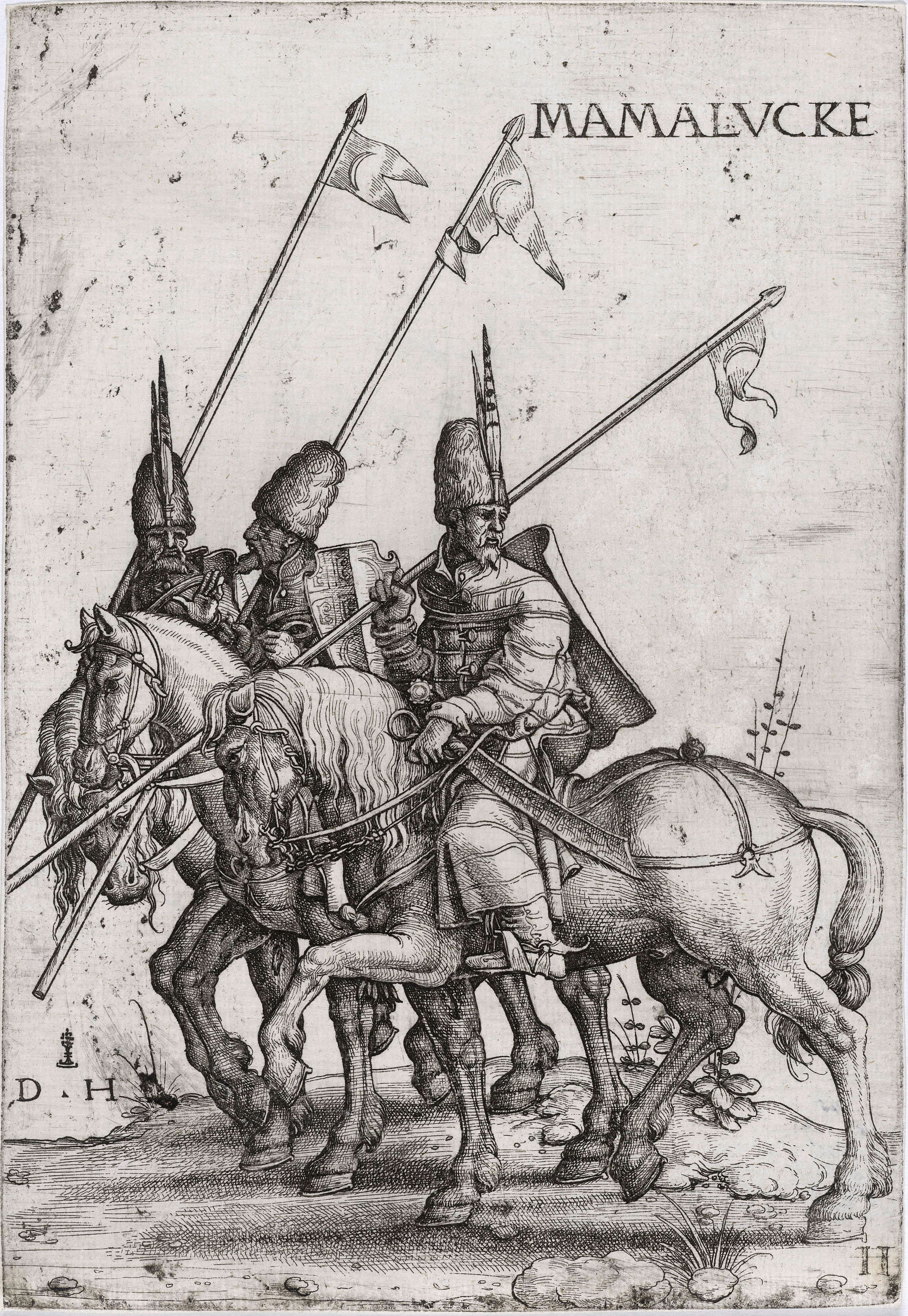
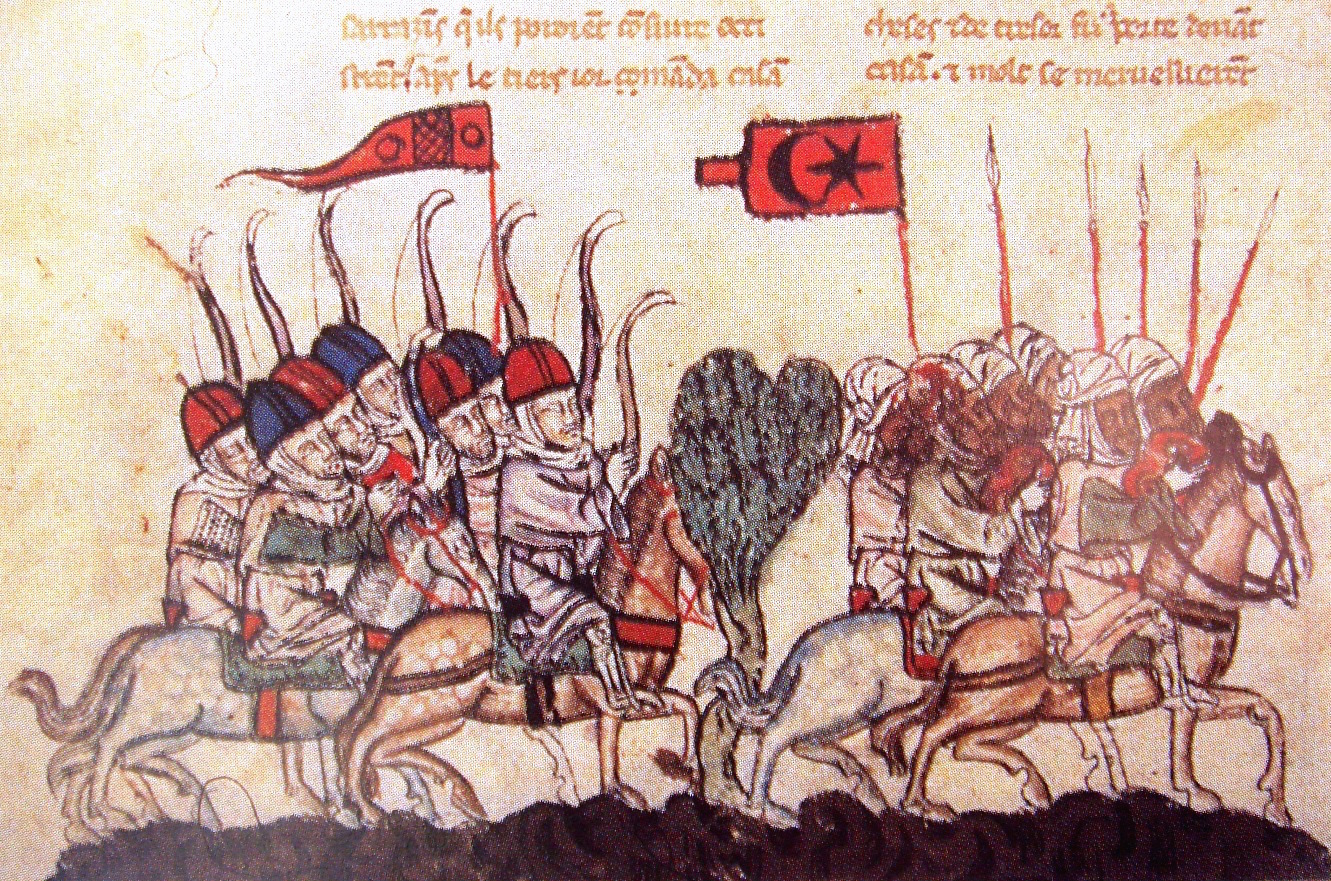